# Hotel Termas el Sosneado
Hotel Termas el Sosneado – opuszczony hotel górski położony w środkowej części Andów w Argentynie, w prowincji Mendoza, w departamencie San Rafael.
Hotel został wybudowany w 1938 przez spółkę Compañía de Hoteles Sud Sudamericanos Ltda., będącą spółką zależna kolejowej spółki B.A.P. Uroczyste otwarcie miało miejsce w grudniu 1938 z udziałem wielu osobistości z całego świata i zostało poprzedzone dużą kampanią reklamową.
Budynek ulokowano na wysokości 2180 m n.p.m., nad rzeką Atuel, przy drodze prowincjonalnej nr 220, około 60 km na północny zachód od miejscowości El Sosneado.
Główną atrakcją hotelu był zewnętrzny basen termalny z wodą siarczkową, wypływającą z wulkanu Overo.
W 1953 hotel został z nieznanych przyczyn porzucony. Taki sam los spotkał inne obiekty należące do Compañía de Hoteles Sud Sudamericanos Ltda. Przez kilka kolejnych lat budynek był jeszcze użytkowany przez lokalnych przewodników górskich, a następnie popadł w ruinę.
13 października 1972 około 18 km na zachód od hotelu doszło do katastrofy urugwajskiego samolotu Fairchild FH-227, w wyniku której bezpośrednio śmierć poniosło 12 osób, a kolejne 17 zmarło w wyniku obrażeń. Pozostałych 16 osób spędziło 72 dni w górach, dopóki dwojgu z nich nie udało się zejść do doliny po chilijskiej stronie Andów i wezwać pomocy.